# Димитрије Врбица
Димитрије Миго Врбица (Подгорица, 24. октобар 1916 — Београд, 11. децембар 1981), учесник Народноослободилачке борбе и генерал-потпуковник ЈНА.

## Биографија
Рођен је 24. октобра 1916. године у Подгорици. Потицао је из револуционарне породице, његова старија сестра Ђина Врбица, припадала је револуционарном студентском покрету и била члан КПЈ. Такође је била и учесница НОР-а и проглашена је за народног хероја.
Пре Другог светског рата био је приватни намештеник. Члан Савеза комунистичке омладине Југославије (СКОЈ) постао је 1934, а члан Комунистичке партије Југославије (КПЈ) 1936. године. Био је члан Месног комитета КПЈ за Подгорицу, а у данима припрема за устанак, 1941. године, постао је члан Среске војне комисије, која се бавила прикупљањем наоружања и војне опреме.
Од 1941. године био је учесник Народноослободилачког рата, током кога се налазио на дужностима политичког комесара батаљона у Петој пролетерској црногорској бригади, руководиоца Политодела 33. хрватске дивизије и политичког комесара 24. српске дивизије. 
После ослобођења Југославије, наставио је војну каријеру у Југословенској армији, где се налазио на дужностима - политичког комесара дивизије, главног инструктора Политичке управе ЈНА, помоћника команданта за позадину корпуса, начелника Саобраћајно-војног школског центра у Титограду и инструктора у Инспексицији ЈНА. Завршио је Вишу војну академију. Активна војна служба у ЈНА му је престала 1974. године у чину генерал-потпуковника.
Поред војне службе, бавио се и друштвено-политичким радом. Био је члан Главног одбора СУБНОР-а Црне Горе, члан Републичке конференције ССРН Црне Горе и члан Централног комитета Савеза комуниста Црне Горе. 
Умро је 11. децембра 1981. године у Београду и сахрањен је у Алеји заслужних грађана на Новом гробљу. 
Носилац је Партизанске споменице 1941. и других југословенских одликовања, међу којима су Орден ратне заставе и Орден братства и јединства са златним венцем. 